# Салют (стадіон)
«Салют» — футбольний стадіон, розташований в центрі м. Бєлгород. Побудований у 1959 році. Реконструйований у 1999 році. Призначений для проведення футбольних матчів.

## Опис стадіону
Стадіон «Салют» знаходиться в самому центрі міста, до нього легко дістатися з будь-якого кінця Бєлгорода. Крім футбольних матчів, на арені проводиться безліч спортивних змагань з легкої атлетики, організовуються концерти зірок бєлгородської і російської естради. Домашній стадіон футбольного клубу Салют.

## Історія стадіону
Стадіон «Салют» — центральна спортивна споруда Бєлгорода. Арена була побудована в кінці п'ятьдесятих років, коли в міста з'явилася своя власна футбольна команда, називалася в ту пору ФК «Цементник». Стадіон називався також «Цементник», але незабаром він був перейменований і став носити ім'я «Спартак», власне як і футбольний клуб. Футболісти своєю грою не балували бєлгородських уболівальників, тим не менше кожен матч збирав повний стадіон, вміщав правда не більше п'яти тисяч глядачів. Місцевий «Спартак» з 1972 по 1989 роки так і не зміг піднятися вище десятого місця самої нижчої ліги першості Радянського Союзу.
У 1991 році стадіон перейшов у власність компанії «Енергомаш», знову перейменували відповідно в «Енергомаш». До цього часу спортивна арена вже мало була схожа на стадіон. Це було застаріла споруда з дерев'яними лавками замість сидінь і футбольним полем, зарослим кульбабами та іншими бур'янами.
У 1996 році в черговий раз стадіон змінив своїх власників, а відповідно і свою назву. На вивісці перед входом на арену красувався напис «Салют-Юкос».
У 1999 році стадіон знову змінив назву: «Салют-Енергія»! У цьому ж році почалася реконструкція стадіону. На трибунах були встановлені пластикові сидіння, зведено спеціальний козирок, який захищає вболівальників від дощу, налагоджений підігрів поля та відремонтовано всі підтрибунні приміщення.
У 2005 році Бєлгородський футбольний клуб вийшов у перший дивізіон чемпіонату Росії, і стадіон «Салют» отримав право приймати ігри другої за рангом ліги російської першості.